# Spin (botanică)

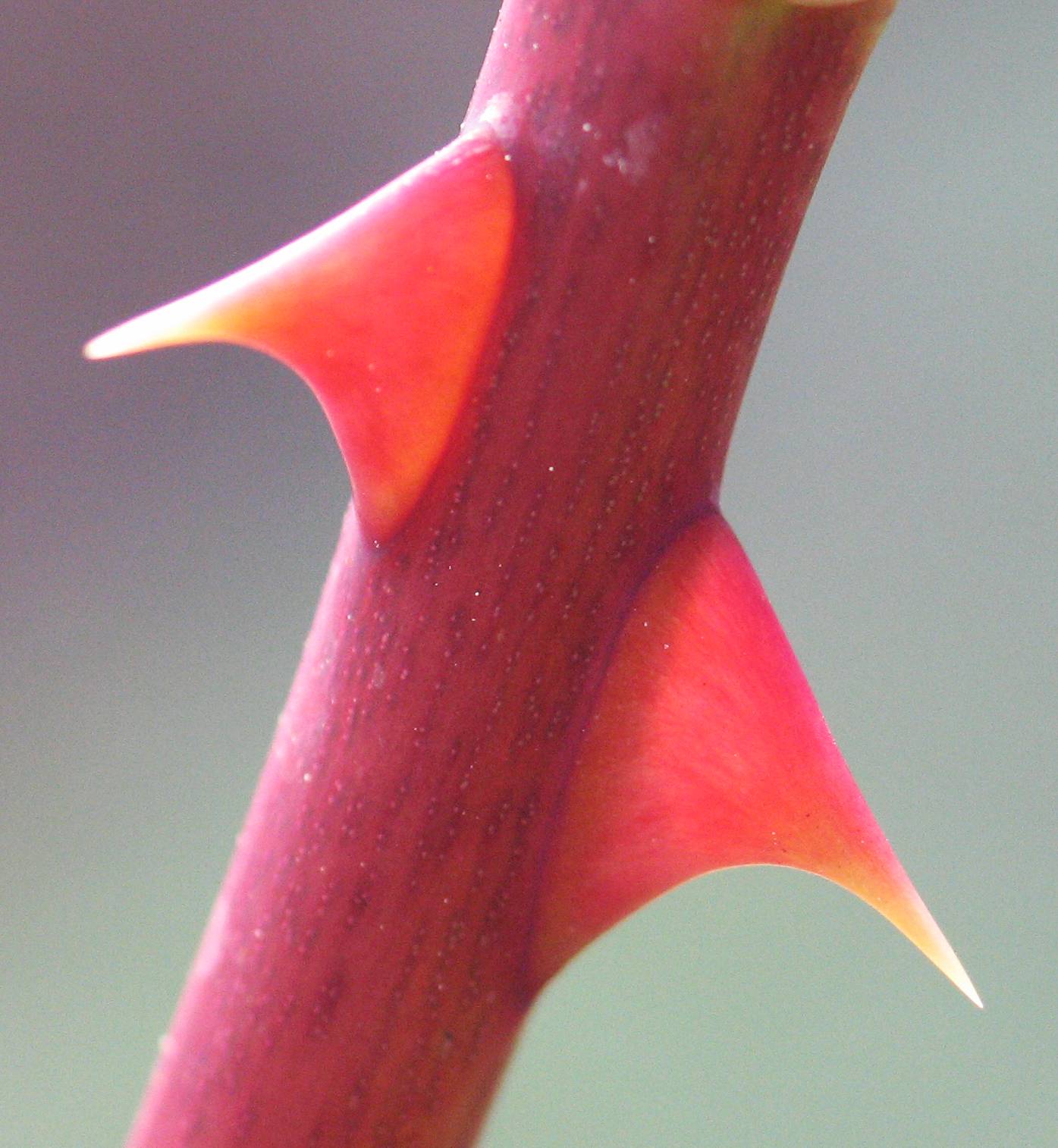
Spini pe o ramură de trandafir

Spinul sau ghimpele, în botanică, e o protuberanță tare și ascuțită care poate face parte din trunchi, crengi sau alte părți ale plantelor și care pot fi vascularizate și prezenta țesut intern sau pot fi goale. Spinii se întâlnesc la mulți arbuști și copaci mai ales în zonele aride. 

## Funcții
Spinii au rolul de a feri plantele de animelele erbivore, de a le împiedica pe acestea să le rupă sau a îngreuna accesul animalelor către fructele și frunzele lor. Spinii de cactus sunt frunze adaptate la condițiile aride. Spinii cactușilor nu prezintă structură internă, cu alte cuvinte sunt goi ceea ce, pe de o parte, îi permite plantei să se ferească de căldură iar pe altă permite intrarea apei de ploaie sau rouăi și reduce la minim pierderea de apă prin transpirație. 

## Tipologie
- spini generați din rădăcină, acești spini se întâlnesc la unele plante epifite
- spini generați din muguri, acest tip de spini este cel mai frecvent și în general sunt cei mai duri și de consistență lemnoasă.
- spini generați din frunze, ete o adaptare a laminei frunzei care nu se dezvoltă.
- spini generați din stipelă, este acelați proces ca al frunzelor ce devin spini.

## Sănătate umană
Spinii pot provoca înțepături, tăieturi, iritații sau infecții prin introducerea de agenți patogeni sau prin infectarea locului unde a rămas inoculat spinul și unde este nevoie de o intervenție de mică chirurgie pentru extragerea corpului străin. În cazul leziunilor provocate de spini este necesară spălarea regiunii, dezinfectarea acesteia iar uneori și administrarea serului anti-tetanic. 

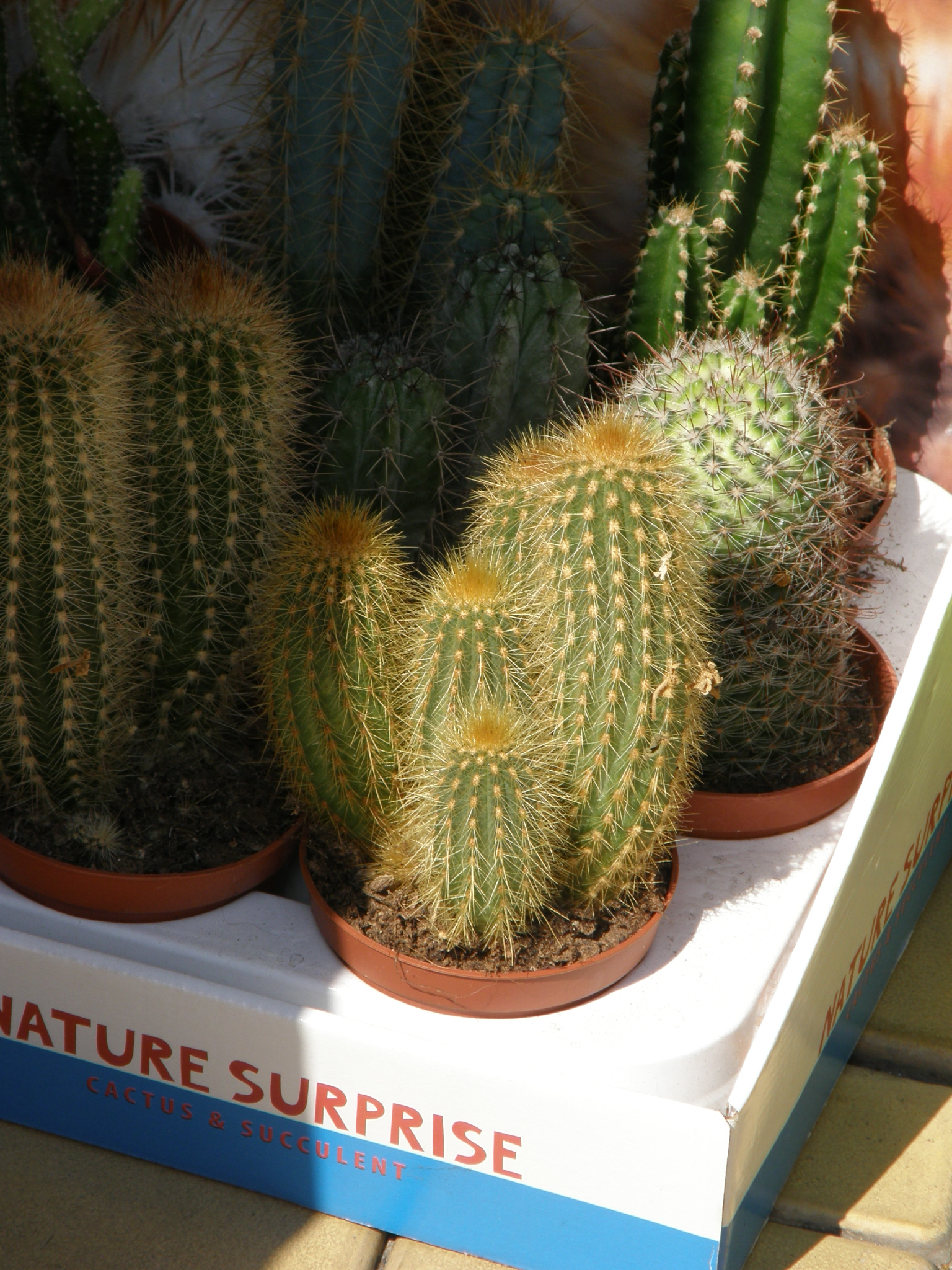
Spini la cactuşi

## Spinii în cultură
Istoria umană prezintă o mare varietate de referințe culturale legate de spini, oamenii primitivi le foloseau ca unelte. 
În prima carte a Vechiului Testament, Facerea, scrie că spinii au fost creați ca o formă de pedeapsă împotriva lui Adam și a Evei pentru păcatul lor.
În Biblie se narează că Iisus Hristos înaintea răstignirii Sale, purta pe cap o coroană cu spini.
Există o legendă grecească legată de un spin înfipt în laba unui leu care a fost scos de către un sclav fugitiv numit Androcles. 